# Шнеллингер, Карл-Хайнц
Карл-Хайнц Шне́ллингер (нем. Karl-Heinz Schnellinger; 31 марта 1939, Дюрен — 20 мая 2024, Милан) — немецкий футболист, играл на позиции либеро. Двукратный призёр чемпионатов мира (1966 и 1970).

## Карьера
Карл-Хайнц Шнеллингер воспитанник клуба «Дюрен», ещё игравший в этой полулюбительской команде и молодёжной сборной ФРГ (последний матч 12 октября 1957 года), Шнеллингер был взят на чемпионат мира 1958 года в Швецию, лишь раз до этого выйдя на замену в национальной команде (в игре с Чехословакией), на чемпионате мира Шнеллингер провёл 2 игры с Францией и Чехословакией. После чемпионата мира Шнеллингер перешёл в клуб «Кёльн», в котором выступал 3 года, забив в 131 игре 8 мячей и стал чемпионом и лучшим игроком ФРГ в 1962 году, а в европейском опросе занял 3-е место, а через год был уже 6-м.
В 1963 году Шнеллингер перешёл в итальянский клуб «Мантова», став одним из первых действительно успешных немецких футболистов за границей, после «Мантовы» Шнеллингер играл за «Рому», но наибольших успехов добился с «Миланом», с которым выиграл чемпионат и кубок Италии, Кубок европейских чемпионов, став первым немцем, выигравшим этот трофей, Межконтинентальный кубок и Кубок обладателей кубков. Завершил карьеру Шнеллингер в клубе «Теннис-Боруссия».
В сборной ФРГ Шнеллингер провёл 47 матчей и забил 1 гол, который сравнял счёт в полуфинале чемпионата мира 1970 года со сборной Италии на 90-й минуте встречи, этот гол перевёл игру в дополнительное время, которое всё же завершилось победой итальянцев 4:3. В сборной ФРГ Шнеллингер занимал 2-е, 3-е и 4-е места. Играл Шнеллингер и в сборной мира в 1963 году против сборной Англии, в этом матче ворота сборной мира защищал Лев Яшин, и советский вратарь часто на поле общался со Шнеллингером, Яшин вспоминал: «Перекликались мы только со Шнеллингером. Да и то не по необходимости, а просто так, чтобы подбодрить друг друга. Я кричал: „Шнеллингер, цурюк!“, — а он оборачивал ко мне свою рыжеволосую голову, изображал строгую мину и бросал в ответ: „Яшин, арбайтен, арбайтен!“.» Также дважды играл в сборной Европы на прощальных матчах Стэнли Мэттьюза и Уве Зеелера. На чемпионате мира 1966 в матче со сборной Уругвая Шнеллингер выбил мяч из ворот рукой, однако судья не заметил нарушения правил.
Проживал в пригороде Милана и занимался в самом городе бизнесом.
Скончался 20 мая 2024 года после продолжительной болезни в больнице Сан-Раффаэле в Милане в возрасте 85 лет.

## Достижения

### Командные
- Чемпион ФРГ: 1962
- Обладатель Кубка Италии: 1964, 1967, 1972, 1973
- Чемпион Италии: 1968
- Обладатель Кубка кубков: 1968, 1973
- Обладатель Кубка чемпионов: 1969
- Обладатель Межконтинентального кубка: 1969

### Личные
- Лучший футболист ФРГ: 1962